# Chionaema amelaena
Chionaema amelaena är en fjärilsart som beskrevs av George Francis Hampson 1903. Chionaema amelaena ingår i släktet Chionaema och familjen björnspinnare. Inga underarter finns listade i Catalogue of Life.